# Жювен, Эрве
Эрве Жювен (фр. Hervé Juvin; род. 29 января 1956, Малеструа) — французский писатель и политик, депутат Европейского парламента от ультраправой партии «Национальное объединение» (с 2019 года). Является одним из 30 членов комитета Европарламента по безопасности и обороне.

## Биография
Родился 29 января 1956 года в Малеструа, Бретань. Первые двадцать лет своей жизни провёл в Нанте.
В начале 2000-х сотрудничал с Корин Лепаж. В 2002—2014 годах возглавлял Общую межпрофессиональную ассоциацию страхования и инвестиций.
В 2005—2016 года в серии «Дебаты» (фр. Le débat) вышли пять его книг. Книга «Великое разделение» (фр. La Grande Séparation), как отмечает французский политолог Филипп Коркюфф, защищает культурный апартеид и явно изложена в духе ультраправого дискурса.
В январе 2017 года написал речь про окружающую среду для Марин Ле Пен.